# Alien Trespass
Alien Trespass és una pel·lícula de ciència-ficció còmica estrenada el 3 d'abril del 2009 basada en les pel·lícules de Sèrie B dels anys 50. Està dirigida per R. W. Goodw i interpretada per Eric McCormack (Will & Grace) i Robert Patrick (Terminator 2: Judgment Day).

## Argument
La història comença el 1957 amb el cel ple d'estrelles, per damunt del desert de Mojave, a Califòrnia. És una nit especial per l'astrònom Ted Lewis, qui està preparant un sopar especial per la seva esposa Llana per celebrar el seu aniversari de noces.
En una altra part de la ciutat, Tammy, una cambrera en locals petits, amb grans plans per al futur, mira a la seva finestra i veu una estrella fugaç, que pren com un bon senyal per als seus somnis. Però, el que el Dr. Lewis i Tammy han vist, no és realment una estrella fugaç, sinó un ovni. La bola de foc aterra en un turó del desert i els únics testimonis són els adolescents Dick i Penny.
Un alt i metàl·lic extraterrestre anomenat URP es desprèn de l'embarcació i s'alarma en descobrir que el monstruós Ghota, qui també anava a bord en l'ovni, s'havia escapat. L'amenaça d'una criatura d'aquestes dimensions podria significar el fi de la civilització tal la coneixem. Així que, l'URP és l'únic que sap com posar fi a l'horrible caos, però per a això ha de tenir el cos del Dr. Lewis i obtenir l'ajuda de la Tammy, els únics humans en la ciutat disposats a creure i confiar en la seva missió. Junts, l'URP i la Tammy ha de perseguir el Ghota abans que s'apoder-hi de tot el planeta.

## Producció

### Llocs de rodatge
- Ashcroft, Colúmbia Britànica, Canadà

- Thompson-Nicola Region, Colúmbia Britànica, Canadà

- Vancouver, Colúmbia Britànica, Canadà

## Crítica
En l'anàlisi de The New York Times, Jeannette Catsoulis descriu la pel·lícula com "un encant sentimental, però en última instància, el sentit homenatge als clàssics de ciència-ficció d'antany". Betsy Sharkey, en el seu comentari en el Los Angeles Times, va considerar que "no hi ha atenció al detall al llarg d'aquesta pel·lícula, i que és clar que estima el vell cinema de ciència-ficció - però potser una mica massa".

## Repartiment
| Actor/actriu original | Personatge fictici |
| --------------------- | ------------------ |
| Eric McCormack        | Ted Lewis / Urp    |
| Jenni Baird           | Tammy              |
| Robert Patrick        | Vernon             |
| Jody Thompson         | Lana Lewis         |
| Dan Lauria            | Cap Dawson         |
| Aaron Brooks          | Cody               |
| Sarah Smyth           | Penny              |
| Andrew Dunbar         | Dick               |
| Sage Brocklebank      | Stu                |
| Jonathan Young        | Lloyd              |

## Premis i nominacions

### Nominacions
- 2009: Premis Leo, millor edició de so.